# Monastyr Świętego Nauma

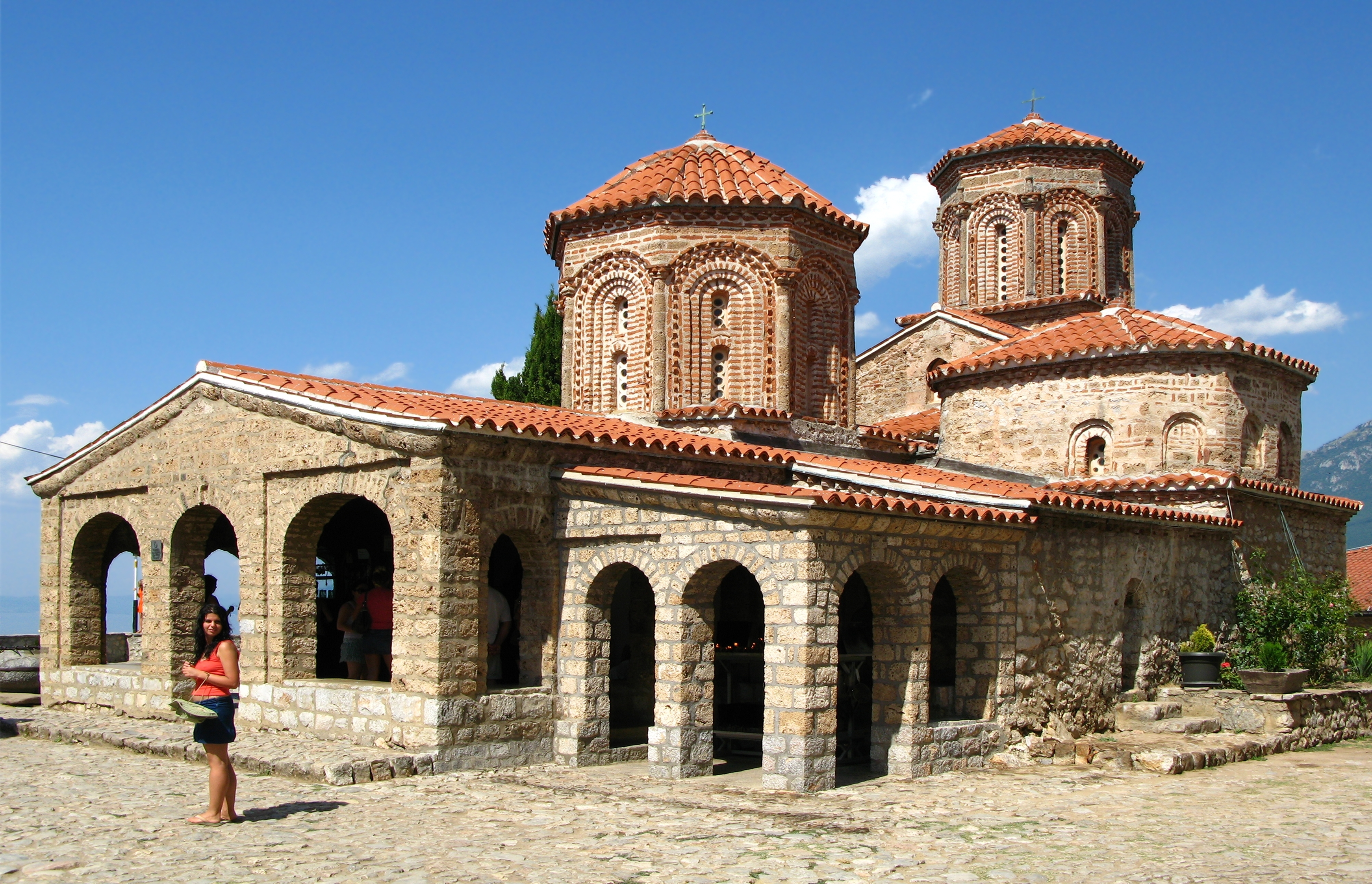
Monastyr Św. Nauma

Monastyr Świętego Nauma  (mac. Манастирот „Св. Наум“) – klasztor położony w Macedonii Północnej, przy granicy z Albanią, na południowy zachód od miasta Ochryda. Należy do eparchii debarsko-kiczewskiej Macedońskiego Kościoła Prawosławnego.
Założony w 905 przez św. Nauma Ochrydzkiego (św. Nauma Ochrydzkiego Cudotwórcę, maced. Свети Наум Охридски Чудотворец) − ucznia Cyryla i Metodego, współtwórcę ochrydzkiej szkoły piśmienniczej, jednego z największych ośrodków literatury i kultury słowiańskiej tamtych czasów. W klasztorze tym w 910 św. Naum został pochowany, tam też znajduje się jego grób.
W latach 1912–1925 klasztor znajdował się na terenie Albanii, po czym został przekazany Królestwu SHS przez prezydenta Ahmeda Zogu.

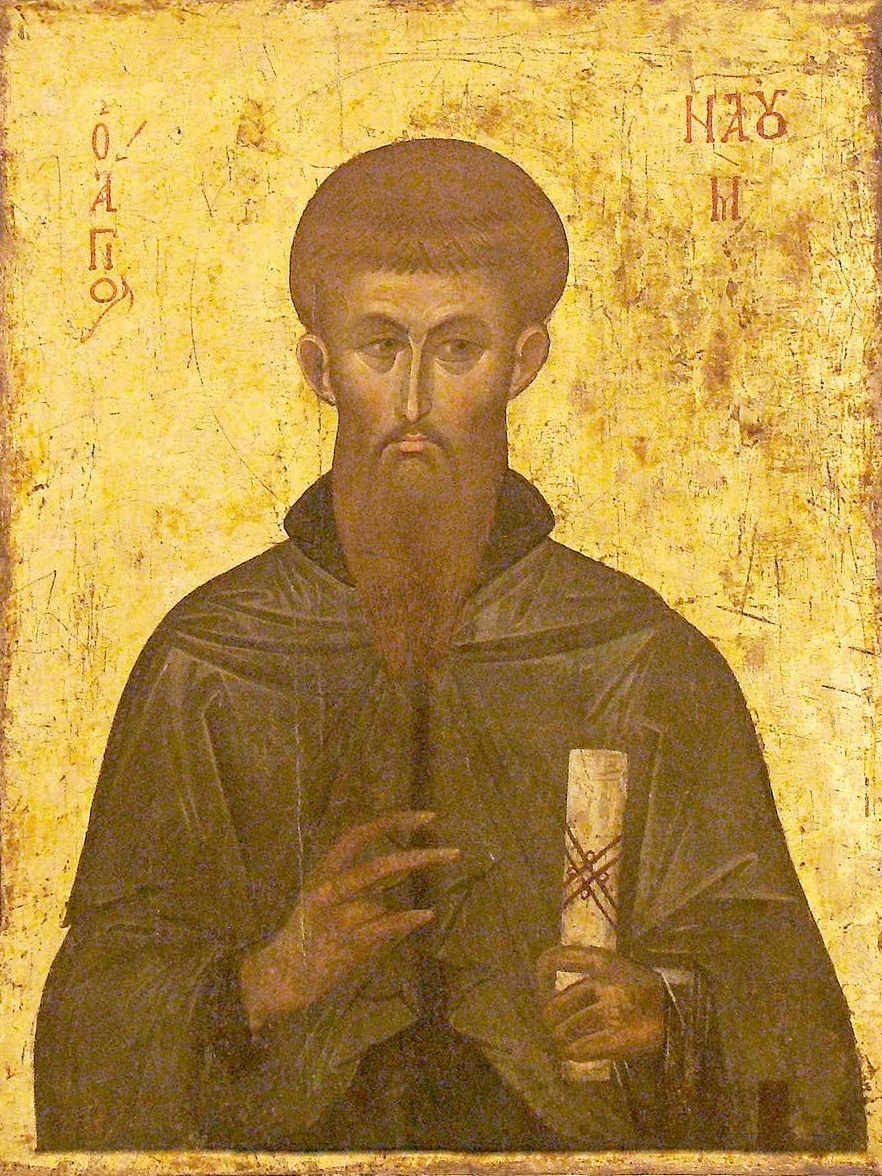
Św. Naum Ochrydzki